# Oporinia polata
Oporinia polata là một loài bướm đêm trong họ Geometridae.